# Mosbjerg Sogn
Mosbjerg Sogn er et sogn i Hjørring Nordre Provsti (Aalborg Stift).
I 1800-tallet var Bindslev Sogn anneks til Mosbjerg Sogn. Begge sogne hørte til Horns Herred i Hjørring Amt. Trods annekteringen var Mosbjerg og Bindslev selvstændige sognekommuner. Ved kommunalreformen i 1970 blev Mosbjerg indlemmet i Sindal Kommune, Bindslev i Hirtshals Kommune. Ved strukturreformen i 2007 indgik Sindal og Hirtshals kommuner i Hjørring Kommune.
I Mosbjerg Sogn findes Mosbjerg Kirke.
I sognet findes følgende autoriserede stednavne:
- Abildgård (bebyggelse)
- Blæsbjerg (bebyggelse, ejerlav)
- Bollehede (bebyggelse)
- Ellevehøje (areal)
- Eskær Hede (bebyggelse)
- Grårup (bebyggelse)
- Lak-hjem (bebyggelse)
- Mosbjerg (bebyggelse, ejerlav)
- Mosbjerg Hede (bebyggelse)
- Mønsted (bebyggelse)
- Måstrup (bebyggelse, ejerlav)
- Måstrup Hede (bebyggelse)
- Måstrup Mose (areal)
- Nordkap (bebyggelse)
- Sankt Jørgenshøj (areal)
- Stenderup (bebyggelse, ejerlav)
- Vestergårde (bebyggelse)
- Vogn (bebyggelse, ejerlav)